# شبه‌جزیره گواناهابیبس
شبه‌جزیره گواناهابیبس (به اسپانیایی: Península de Guanahacabibes) یک شبه‌جزیره در کوبا است که در استان پینار دل ریو واقع شده‌است.